# Đa liên họa

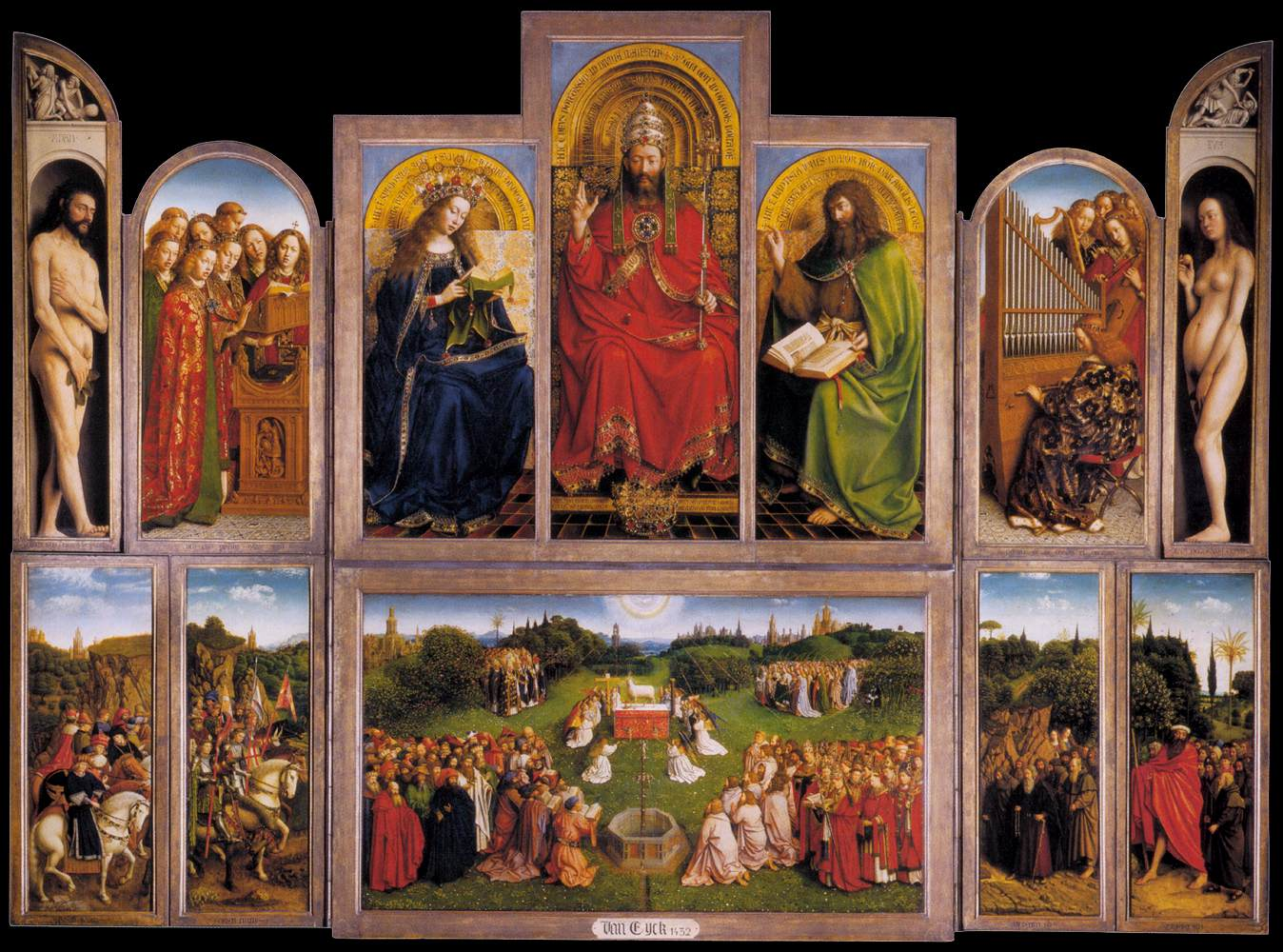
Cách nhìn khi mở của tác phẩm Tế đàn họa Ghent: Jan van Eyck (1432). Còn khi những cánh bên gấp lại sẽ cho một cách nhìn khác.

Đa liên họa (tiếng Anh: polyptych /ˈpɒlɪptɪk/ POL-ip-tik; tiếng Hy Lạp: poly- "nhiều" và ptychē "gấp") là một bức tranh (thường là tranh bảng gỗ) được chia thành nhiều phần, hoặc bảng (panel). Cụ thể hơn, song liên họa (diptych) là một tác phẩm nghệ thuật gồm hai phần; tam liên họa (triptych) là một tác phẩm ba phần; tứ liên họa (tetraptych/ quadriptych) có bốn phần; ngũ liên họa (pentaptych) năm; lục liên họa (hexaptych) sáu; thất liên họa (heptaptych/ septych) bảy; bát liên họa (octaptych) tám; cửu liên họa (enneaptych) chín; và thập liên họa (decaptych) có mười phần.
Về mặt lịch sử, đa liên họa thường gồm một bảng "trung tâm" hay "chính", thường là lớn nhất trong số các bảng hợp thành; các bảng khác được gọi là bảng "bên" hay "cánh". Thỉnh thoảng, điển hình như bức họa Ghent và Isenheim (xem ví dụ bên dưới), các bảng bản lề có thể tùy chỉnh để tái sắp xếp, nhằm trưng bày những "góc nhìn" hoặc "góc khai mở" khác nhau. Các bảng phía trên thường mô tả cảnh tĩnh, trong khi khung thấp hơn, phần tranh mặt bục (predella), thường mô tả cảnh tường thuật nhỏ.
Đa liên họa được sáng tác nhiều nhất bởi các họa sĩ Phục hưng đầu tiên, phần lớn trong số họ đã thiết kế các tác phẩm làm tế đàn họa trong nhà thờ và nhà thờ lớn. Hình thức nghệ thuật đa liên họa cũng khá phổ biến với các thợ in ukiyo-e thời Edo Nhật Bản.
Một số thủ bản thời Trung Cổ là các đa liên họa, đặc biệt là các tác phẩm giai đoạn Carolingian, trong đó các cột trên trang được đóng khung với những đường viền giống như các bức tranh đa liên họa.

## Ví dụ
- Đa liên họa Stefaneschi (khoảng 1320) của Giotto
- Tế đàn họa Ghent (hoàn thành năm 1432) của Hubert van Eyck và Jan van Eyck
- Phán xét cuối cùng (Lochner) (1435) của Stefan Lochner
- Đa liên họa Misericordia (1445–1462) của Piero della Francesca
- Đa liên họa Saint Augustine của Piero della Francesca
- Tế đàn họa Beaune (1450) của Rogier van der Weyden
- Đa liên họa Saint Augustine (1470) của Perugino
- Các bảng tranh Thánh Vincent (1470–1480) của Nuno Gonçalves
- Tế đàn họa Monte San Martino (khoảng 1477–1480) của Carlo Crivelli
- Đa liên họa Thánh Dominic (1506–1508) của Lorenzo Lotto
- Tế đàn họa Isenheim (1512–1516) của Matthias Grünewald
- Kiệt tác của nhân vật Cohen trong trò chơi Bioshock là một tứ liên họa